# Micandra tongida
Micandra tongida är en fjärilsart som beskrevs av Clench 1970. Micandra tongida ingår i släktet Micandra och familjen juvelvingar. Inga underarter finns listade i Catalogue of Life.